# Diritti umani a Cuba

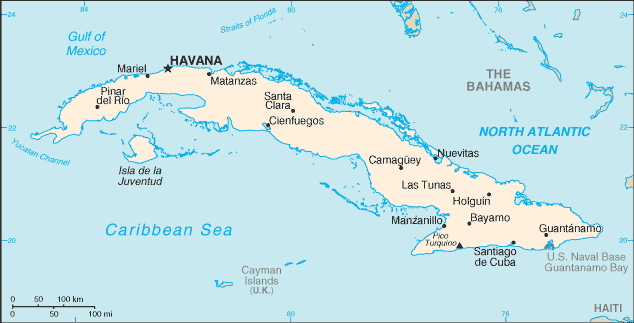
Mappa di Cuba

I diritti umani a Cuba sono sotto il controllo di diverse organizzazioni per i diritti umani come Amnesty International, Human Rights Watch, che hanno accusato il governo cubano di sistematiche violazioni dei diritti umani, tra cui la detenzione arbitraria e processi scorretti.
La Repubblica di Cuba è firmataria della Dichiarazione universale dei diritti dell'uomo, della Convenzione sui diritti del Fanciullo, della Convenzione contro la tortura e i trattamenti e le punizioni crudeli, inumane o degradanti e, dal 2008, del Patto internazionale sui diritti civili e politici.

## Storia

### Periodo coloniale dal 1500 al 1901
Fin dai primi giorni della colonizzazione spagnola, secondo Bartolomeo de las Casas, le popolazioni indigene vennero duramente perseguitate dagli europei. La successiva deportazione di schiavi africani nell'isola, per oltre 300 anni, motivò almeno ufficialmente l'intervento militare britannico, teso a "porre fine a questi abusi".
Durante il periodo coloniale spagnolo, i diritti umani nell'isola furono oggetto di diverse critiche internazionali. Dopo una visita compiuta nel 1898, il senatore degli Stati Uniti Redfield Proctor, stimò circa 200.000 morti nelle "fortezze spagnole" dell'isola, definiti come dei veri e propri "campi di concentramento". Tale ingerenza degli Stati Uniti fu un fattore di rilievo nello scoppio della guerra ispano-americana, iniziata nello stesso anno.

### L'indipendenza dalla Spagna dal 1902 al 1959
Dopo l'indipendenza dalla Spagna, riconosciuta nel 1902, seguì un periodo di instabilità politica durante il quale crebbe l'influenza degli Stati Uniti, anche grazie all'"emendamento Platt", inserito all'interno della Costituzione Cubana del 1901; per diversi anni le truppe statunitensi occuparono il paese, di fatto rendendo l'indipendenza del paese vera solo sulla carta.

#### Machado e Batista
Diversi governi si succedettero, sempre segnati da uno scarso interesse per il sociale e sottomessi alle ingerenze statunitensi; nel 1924 s'insediò il governo del generale Gerardo Machado. Questi riuscì ad instaurare una vera e propria dittatura, creando malcontento tra gli studenti e i lavoratori; si distinse per la sua soggezione agli Stati Uniti e per la violenta repressione dei moti popolari. Lo sciopero generale e lo schierarsi delle forze armate contro Machado nel 1933, lo costrinsero a dimettersi.
Il periodo successivo fu segnato da violente rappresaglie, linciaggi di massa, un'estrema corruzione e "gangsterismo" nell'isola.
Il successore di Machado fu (in seguito alla cosiddetta "Rivoluzione dei sergenti") il generale Fulgencio Batista, che prese il potere con un colpo di Stato nel 1934: divenne di fatto leader e Presidente per 26 anni, deteriorando ulteriormente, tramite la sua violenta dittatura, i diritti umani a Cuba. 
Secondo Jerry A. Sierra, vendette gran parte del patrimonio pubblico cubano a ditte statunitensi e Cuba divenne la capitale del gioco d'azzardo e della prostituzione, ospitando anche esponenti di spicco della mafia americana, i quali comprarono alberghi, case da gioco e bordelli, per il turismo statunitense, mentre la popolazione locale in maggioranza era vessata o in povertà.
Secondo Jon Lee Anderson, la tortura e l'uccisione di civili, incluse due giovani sorelle all'Avana, indignarono fortemente il popolo, e le attività dell'Ufficio di Repressione delle Attività Comuniste (BRAC) della CIA divennero talmente note da far reclamare lo stesso Direttore Generale della CIA. Il regime di Batista assassinò circa 20.000 cubani..
Nel 1959 Fidel Castro e i suoi guerriglieri deposero Batista, che fuggì portando con sé 300 milioni di dollari.

### La Rivoluzione Cubana dal 1959 al 1990
Cuba è firmataria della Dichiarazione universale dei diritti dell'uomo. Il VII Capitolo della Costituzione Cubana
"Diritti, doveri e garanzie fondamentali", garantisce il diritto al lavoro (artt. da 45 a 49), il diritto alla salute con la prestazione dell'assistenza ospedaliera e medica gratuita (art. 50), il diritto all'istruzione, gratuita ad ogni livello (art. 50), la libertà di parola e di stampa "conformemente ai fini della società socialista" (art. 53), il diritto di riunione, manifestazione e associazione (art. 54), la libertà di religione e coscienza (art. 55), il diritto alla difesa (art. 59).
Nonostante questo, il governo cubano guidato da Fidel Castro è stato frequentemente accusato da organizzazioni e governi occidentali, di non rispettare i diritti fondamentali dell'uomo.
A causa dell'embargo contro Cuba e del sostegno venuto a mancare da parte dell'Unione sovietica, l'economia cubana ha subito un periodo di forte crisi dagli anni '90 in poi. L'ascesa del chavismo in Venezuela negli anni duemila ha permesso lo stringersi delle relazioni tra questi due paesi e l'aproviggionamento di petrolio a basso prezzo per Cuba che hanno garantito un miglioramento generale dell'economia. La crisi politica ed economica venezuelana e un nuovo inasprirsi delle sanzioni statunitensi, il paese caraibico è tornato a temere la minaccia di una nuova crisi economica 

#### Educazione, salute, sicurezza
Dal 1960 al 1990 vi sono stati forti progressi in campo medico, educativo, alimentare e di sicurezza sociale: grazie a molte campagne del governo cubano il livello di analfabetismo è passato dal 24% del 1958 a meno del 5% nel 1990; l'accesso ai servizi sanitari è passato da un 8% della popolazione del 1959 al 90% del 1990, riducendo il tasso di mortalità infantile dal 3,5% del 1960 al 1% del 1990. Dal 3,5% di lavoro minorile nel 1960 si è passati allo 0% dal 1980. Grazie all'adozione dell'uso della "libreta", ossia una carta che garantisce ad ogni famiglia un minimo di prodotti alimentari, è stato sradicato quasi completamente il problema della denutrizione.

#### Pena di morte dalla rivoluzione agli anni 2000
Formalmente, il Codice Penale cubano prevede la pena di morte in 112 casi, di cui 33 per reati comuni. Sono considerati passabili con la condanna a morte tra i vari reati quelli contro la sicurezza interna ed esterna dello stato; i crimini contro la pace e le leggi internazionali; gli atti contro la sicurezza dello stato (come la violazione del territorio cubano da parte dei membri di un equipaggio aereo o navale); i crimini contro lo sviluppo normale delle relazioni sessuali e contro la famiglia, l'infanzia o la gioventù (per esempio, la violenza carnale sui minori di 12 anni o che abbia come risultato malattie o ferite; la pederastia con violenza su vittime inferiori ai 14 anni).
Nel periodo immediatamente seguente al 1959 i rivoluzionari processarono diverse persone accusate di appoggiare Batista, che vennero poi imprigionate o giustiziate.
Nel 1960 iniziarono violenti scontri tra il governo cubano e gruppi di oppositori armati, che si conclusero verso il 1970.
Diverse stime sono state fatte per accertare il numero delle esecuzioni politiche successive alla rivoluzione. Lo storico latino-americano Thomas E. Skidmore, ha affermato che vi furono 550 esecuzioni durante i primi sei mesi del 1959, principalmente ufficiali del regime di Batista e membri del BRAC, l'ufficio segreto della CIA. Lo storico britannico Hugh Thomas, in un suo studio ha affermato che "forse" vi furono 5.000 esecuzioni fino al 1970. Il "Libro del Mondo e degli Indicatori Politici e Sociali" sostiene che nel periodo 1958-67 avvennero 2.113 esecuzioni politiche.
Le esecuzioni effettuate dal 1970 al 1990 si limitarono a rarissimi casi. Uno dei più importanti fu l'esecuzione del generale Arnaldo Ochoa nel 1989, insieme ad altri tre alti ufficiali, processati per traffico di droga e riconosciuti colpevoli.
Nonostante le esecuzioni siano molto rare, la pena di morte a Cuba non è stata abolita ma sospesa, come ha ribadito il presidente cubano Raul Castro nel 2013 in un suo intervento pubblico..  Le ultime esecuzioni sull'isola caraibica avvennero nel 2003, quando furono messi a morte tre uomini accusati di aver dirottato una nave per poter fuggire negli Stati Uniti.

#### Terrorismo degli Stati Uniti contro Cuba
Dal 1962, dopo il fallito sbarco nella Baia dei Porci, centinaia sono gli attentati terroristici avvenuti contro il piccolo paese caraibico ad opera di gruppi o individui legati agli Stati Uniti. La maggior parte di questi attentati sono stati organizzati dagli oppositori di Castro residenti a Miami e, in molti casi, sotto ordine della CIA e del governo statunitense, o con la collaborazione della mafia italoamericana e cubano-americana, che aveva appoggiato Fulgencio Batista.
Il 6 ottobre 1976, un aereo civile della Cubana de Aviación viene fatto esplodere: il bilancio fu di 73 morti tra i quali l'intera squadra giovanile di scherma cubana.
Il 4 settembre 1997, in un attentato presso l'hotel Copacabana della Capitale cubana perse la vita l'italiano Fabio Di Celmo.
Le responsabilità della CIA e degli anticastristi di Miami riguardo a questi due attentati sono state rese note da alcuni documenti segreti dell'intelligence statunitense, declassificati nel 2005.

## Situazione attuale (1990-oggi)

### Movimenti cubani e internazionali per i Diritti Umani
La presidente dell'UNJ di Cuba (Unione Nazionale di Giuristi cubani), di cui fanno parte 16.000 giuristi cubani, Migdalia Velázquez, in un incontro organizzato il 2 maggio 2013 dall'ACNU (Asociacion Cubana de las Naciones Unidas) sostiene che Cuba è "uno dei paesi più sicuri per la vita umana" e che non ci sono mai state sparizioni o torture; sostiene altresì che, quando qualche prigioniero o detenuto ha sofferto di un qualsiasi maltrattamento, il colpevole è stato subito denunciato e severamente sanzionato.
Nel 2005 è stata sottoscritta da circa 200 intellettuali di tutto il mondo, di cui 4 premi Nobel, una lettera per la Commissione dei Diritti Umani, in cui si sostiene che a Cuba "non c'è mai stato nemmeno un caso di desaparecido, di tortura o esecuzione extragiudiziale" e che, nonostante l'embargo, "sono stati raggiunti indici di salute, istruzione e cultura internazionalmente riconosciuti". Dal 2005 in poi si contano circa 19.000 firmatari di questa lettera, sottoscritta da associazioni, uomini politici, intellettuali, di ogni parte del mondo. Tra di essi: Claudio Abbado, Rigoberta Menchú Tum, Adolfo Pérez Esquivel, José Saramago, Manu Chao, Red Ronnie, Gianni Minà, Walter Salles, Harry Belafonte, Danielle Mitterrand, Nadine Gordimer Sostegno a Cuba è stato espresso anche dalle Madri di Plaza de Mayo, tramite Hebe de Bonafini, portavoce dell'ala più politicizzata del movimento delle madri dei desaparecidos argentini.
L'associazione contro la pena di morte Nessuno tocchi Caino, legata al Partito Radicale Transnazionale di cui è presidente Marco Pannella (solitamente critico nei confronti del governo cubano), attraverso una nota del segretario Sergio D'Elia commentò la lettera affermando che essa "non tiene conto minimamente della realtà cubana e dei misfatti compiuti dal dittatore di più lungo corso al mondo" e che "la Perla dei Caraibi non è tutta sole, mare e sabbia. È anche galera e centri di rieducazione".
Nessuno dei due documenti riporta in realtà dettagliate prove documentali di quanto affermato. Lo stesso D'Elia ha accolto favorevolmente le commutazioni delle sentenze riguardanti la pena capitale attuate da Raúl Castro nel 2008.
Amnesty International, nei rapporti annuali degli anni 2000, ha denunciato la detenzione di prigionieri di coscienza, il controllo dell'informazione da parte dello stato e vessazioni contro difensori dei diritti umani e giornalisti che lavoravano per agenzie di stampa alternative o indipendenti, i quali hanno continuato a subire intimidazioni, sotto forma di brevi periodi di detenzione amministrativa o controlli da parte di agenti delle forze di sicurezza, censura e aggressioni fisiche.
Tuttavia secondo Amnesty non si sono registrati casi di esecuzione capitale extragiudiziale né casi accertati di tortura perlomeno negli ultimi decenni, violazione quest'ultima presente invece nel rapporto su stati democratici della stessa regione, come gli Stati Uniti e il Messico e denunciata anche, per alcuni casi, in paesi europei come l'Italia.
Di diverso avviso è invece il rapporto di CUBA Freedom House ha calcolato che dal 1959 - anno della rivoluzione- ci siano stati quasi 10.000 morti a causa di esecuzioni sommarie, persone perite in carcere o scomparse in omicidi misteriosi.

### Diritto all'alimentazione e all'acqua potabile
L'alimentazione minima di base è garantita gratuitamente dallo Stato a tutti i cittadini, con particolare attenzione ai bambini in età pre-scolare. Il consumo alimentare medio pro-capite in 2006 era di 2615 kcal per persona al giorno, il tasso di malnutrizione è inferiore al 2,5%, il più basso di tutte le Americhe. Dati recenti sulla malnutrizione non sono disponibili. La percentuale di bambini con basso peso alla nascita è del 5% e la percentuale di bambini tra i 0 e i 5 anni di età sottopeso è pressoché nulla.
L'acqua potabile non era garantita per tutti cittadini. (2000)

### Diritto all'abitazione
La casa viene teoricamente garantita a tutti i cittadini dallo Stato. Una serie di fattori rende il problema della casa di fatto il problema più grave per le famiglie. Molte case sono in stato di degrado. Vi sono notevoli difficoltà amministrative per riparare la casa in cui si abita. Inoltre vi è difficoltà a reperire materiali edili. Le case sono spesso in legno e quindi soggette ai danni dei cicloni. Il governo cubano sta sperimentando dal 1992 la produzione a livello locale di materiali edili ecologici per sopperire a questa carenza. L'abitazione, di proprietà del cittadino, non può essere venduta, ma solo permutata, la permuta è soggetta a verifica da parte delle autorità locali; ogni cittadino non può possedere più di due abitazioni. Recentemente Raúl Castro ha annunciato un allentamento dei vincoli amministrativi sia per le riparazioni che per le permute. Cuba partecipa da diversi anni con vari progetti a UN-HABITAT, il Programma delle Nazioni Unite per gli Insediamenti Umani.

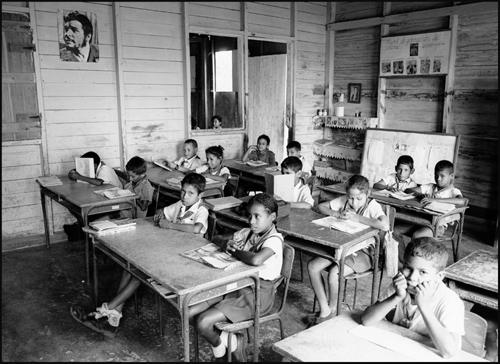
Studenti cubani a scuola nella provincia di Guantánamo. Alla parete una foto di Che Guevara

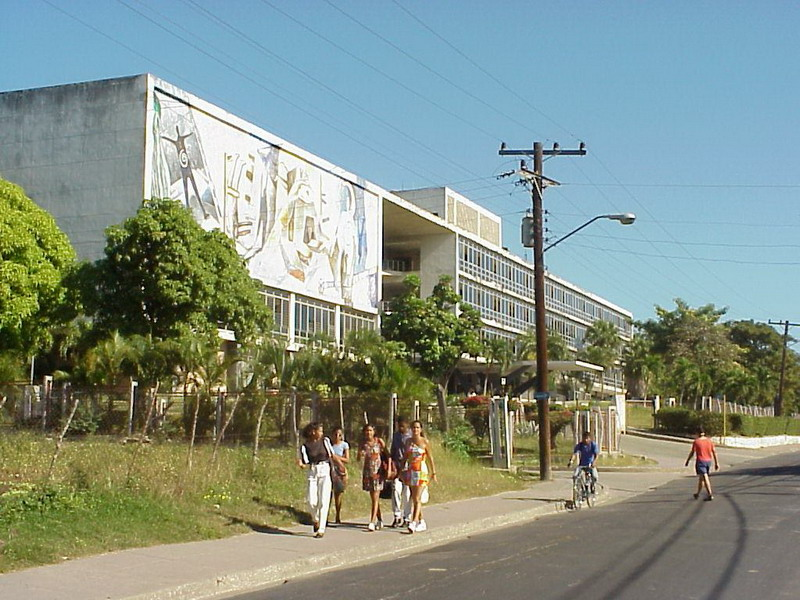
Edificio del Rettorato dell'Università d'Oriente di Santiago di Cuba

### Diritto all'istruzione
L'istruzione cubana è gratuita a tutti i livelli e garantita dal Ministero dell'Istruzione. Nel 1961 il governo ha nazionalizzato tutte le istituzioni educative private, e ha introdotto un sistema educativo statale. Il tasso di alfabetizzazione attuale è del 100%.
Secondo i dati dell'UNESCO del 2005, lo Stato Cubano spende il 16,6% del PIL per l'educazione; il 100% dei bambini in età prescolare vanno a scuola, il 97% va alla scuola primaria, l'87% alla scuola secondaria, il 61% degli anziani partecipa all'istruzione per la terza età.
Alla scuola primaria vi sono 10 studenti per ogni insegnante, alla scuola secondaria 11 studenti per ogni insegnante, percentuale talmente alta da far diventare Cuba il paese di tutte le Americhe con il più alto rapporto studente/insegnante.
Nel 1997 si è tenuto All'Avana, per la prima volta fuori dal continente europeo, il XIV Festival della Gioventù e degli Studenti, una manifestazione "per la solidarietà antimperialista, la pace e l'amicizia". Hanno partecipato più di 12.000 delegati da tutto il mondo (163 paesi), dibattendo delle più diverse tematiche.
Martin Carnoy, professore di Educazione ed Economia alla Stanford University della California, ha pubblicato un libro, nell'aprile del 2007, "Cuba's Academic Advantage: Why Students in Cuba Do Better in School (Vantaggi Accademici di Cuba: perché gli studenti a Cuba vanno meglio a Scuola)"; a parere dello studioso le scuole primarie cubane sarebbero le migliori dell'America Latina e sarebbero forse migliori anche di quelle della Florida.
Nel 1994 l'Alto commissariato delle Nazioni Unite per i rifugiati descrive una pratica diffusa a Cuba di creare un registro per ogni studente che contiene non solo i risultati accademici, ma anche "informazioni riguardanti l'appartenenza ad organizzazioni di massa, le funzioni ricoperte in tali organizzazioni, il livello di attivismo, la lealtà ideologica dei membri della famiglia". Inoltre "spesso i soggetti sono espulsi dalle istituzioni educative o perdono il lavoro o sono soggetti a forme di discriminazione per aver espresso, in una certa maniera, forme di dissenso verso l'ideologia ufficiale".
Anche il giornalista cubano Oscar Espinosa Chepe (incarcerato per 19 mesi con l'accusa di aver preso soldi dal governo statunitense) critica il sistema educativo cubano mediante un articolo che pubblica grazie a Reporter Senza Frontiere; nell'articolo, pur riconoscendo che esso ha fornito istruzione ai cittadini cubani, considera il governo "screditato a causa di indottrinamenti politici ed ideologici".
Dalla crisi dei paesi comunisti di fine anni ottanta, le scuole cubane si sono viste ridurre il budget da 1.664 milioni di pesos a soli 964 milioni di pesos; se viene considerato anche l'aumento demografico si passa da una spesa di 152 a 87 pesos pro-capite (secondo l'ONG Oxfam America, la spesa pubblica per l'educazione è passata da poco più di 1.500 milioni di pesos nel 1990 a più di 2.000 milioni di pesos nel 2000). Come conseguenza di ciò si è avuto un deterioramento dei materiali e delle strutture con un aumento della dispersione scolastica soprattutto nelle zone rurali. La situazione è ancora più preoccupante se si considera che pochi giovani vogliono fare l'insegnante (i corsi di preparazione all'insegnamento sono passati da 20.865 iscritti ad inizio anni novanta a 6.020 di fine anni novanta). Per cercare di porre rimedio il governo ha tentato di aumentare il salario dei docenti, correlandolo alla performance. Le lezioni vengono registrate e trasmesse per televisione per essere accessibili nelle aree più remote; tuttavia, sostiene l'economista, il governo ritiene che questa soluzione non sostituisca ottimamente l'insegnante "soprattutto se la sua funzione principale è indottrinamento politico".

### Diritto alla salute
Il Governo Cubano ha un sistema sanitario nazionale, gratuito per tutti i cittadini, che fornisce cure e farmaci in maniera universalistica.
Il livello di mortalità infantile (sotto i 5 anni) a Cuba al 2018 era di 5 morti ogni 1000 vivi, risultando il 37° migliore al mondo e primo in America a pari merito con il Canada, ed ha avuto un significativo calo rispetto agli anni cinquanta, quando era intorno agli 80 morti ogni 1000 vivi.
Negli anni 2006-2007 47.367 stranieri provenienti da tutto il mondo, principalmente dall'Africa, si sono formati nei centri di istruzione medica di Cuba.
Secondo il rapporto del 2006 dell'UNAIDS, meno dello 0,1% della popolazione cubana era affetta dal virus dell'HIV, indice tra i più bassi del mondo. Nel 2015 è stata scoperta a Cuba una nuova variante del virus, che causa l'AIDS più rapidamente.
Le modalità per contenere l'HIV usate a Cuba sono state criticate soprattutto dal punto di vista etico.
Conformemente alle raccomandazioni dell'Organizzazione mondiale della sanità, il Sistema Sanitario di Cuba provvede ad avere un dottore per ogni 170 residenti, risultando così il secondo paese al mondo per rapporto medico/paziente, dopo l'Italia.
Il commercio e l'uso di droghe sono illegali; i consumatori per uso personale sono considerati come malati e possono venire ricoverati in ospedale psichiatrico. Ci sono state proposte di legalizzazione delle droghe leggere per uso medico.
La procreazione assistita è legale e regolamentata, così come la ricerca e le cure basate sulle cellule staminali embrionali ed adulte. Cuba porta avanti nei laboratori statali ricerche per nuovi farmaci per la cura di cancro, diabete mellito, malattia di Parkinson, COVID-19 e molte altre patologie, nonché vaccini, che non vengono brevettati. Molta attenzione è posta nella formazione di nuovi medici, che a volte sono mandati all'estero in supporto di altri paesi con cui Cuba ha rapporti, in occasioni di varie crisi.

### Diritto al lavoro
Il tasso di disoccupazione a Cuba era del 2.6% nel 2017, il secondo più basso in America dopo il Guatemala e tra i più bassi al mondo. Dal 1980, secondo il governo cubano, è stato debellato il lavoro minorile, che è proibito per legge sino alla maggiore età che si raggiunge a 16 anni.

### Diritto ad un processo imparziale, pena di morte e condizioni di detenzione
I pubblici ministeri e i tribunali cubani sono subordinati al Consiglio di Stato (potere legislativo in assenza del Parlamento) e all'Assemblea Nazionale (potere legislativo). La procura generale della repubblica riceve istruzioni direttamente dal consiglio di stato.
Cuba è stata visitata per l'ultima volta da Amnesty International nel 1988; dal 1990 quell'anno l'organizzazione non ha più avuto il permesso di entrare in territorio cubano. Secondo Amnesty International le condizioni igienico-sanitarie di molti prigionieri per reati politici e di opinione sarebbero preoccupanti. Questi prigionieri sarebbero spesso oggetto di maltrattamenti da parte delle guardie carcerarie. Alcuni detenuti sono morti durante scioperi della fame. Spesso la situazione precaria delle carceri è dovuta anche a motivi di limitata disponibilità finanziaria; in alcune carceri con più budget vi sono anche attività ricreative e condizioni igieniche migliori. In generale le condizioni sono assai simili a quelle di altri paesi dell'area latinoamericana.
Secondo l'organizzazione non governativa Human Rights Watch a Cuba è repressa "quasi ogni forma di dissenso" mentre il governo preserva l'ortodossia politica "mediante processi penali, detenzioni a lungo e breve termine, avvertimenti della polizia, sorveglianza, arresti, restrizioni nei viaggi e licenziamenti a motivazione politica".
A Cuba è formalmente in vigore la pena di morte, anche se è attiva una moratoria che dura dal 2003. Per alcuni vi sarebbero circa 70.000 detenuti per vari reati a Cuba, la stragrande maggioranza prigionieri per reati comuni e non politici (in totale sono lo 0,6 % della popolazione cubana). Il dato è fornito da un'organizzazione anti-governativa, ed è incerto, ma le percentuali sono inferiori a quelle di altri paesi come gli Stati Uniti. Fino agli anni '80 i prigionieri politici erano molte migliaia, secondo gli Stati Uniti, che si basavano su stime fornite da dissidenti cubani e riportate da fonti giornalistiche, tra i 40.000 e i 140.000 , un numero sceso poi nel tempo.
Nel 2011 un'amnistia ha liberato 2991 detenuti, tra cui 86 stranieri e 5 considerati prigionieri politici.
Secondo Amnesty International, nel 2012 vi erano nelle carceri cubane tra 11 e 20 prigionieri di coscienza, cioè per soli motivi politici e non violenti, anche se una stima precisa e sicura non viene fornita, mentre ci sarebbero circa tra 55 e 85 detenuti per reati collegati alla politica, da Amnesty assimilati ai prigionieri di coscienza, mentre altri parlano di 3000 prigionieri per reati politicamente motivati. La stessa associazione ha chiesto l'abolizione dell'embargo statunitense.
Alcune voci critiche verso questi dati affermano, come il governo cubano, che la maggioranza di essi non sono dissidenti politici, ma dissidenti che hanno violato leggi cubane, come quelle sul terrorismo o sulla collaborazione con una potenza nemica, cioè persone che hanno ricevuto finanziamenti, in certi casi accertati, dal governo degli Stati Uniti per propaganda anti-castrista e al fine di rovesciare l'attuale assetto politico di Cuba; talvolta si tratterebbe di veri e propri agenti segreti. Essi affermano che il codice penale statunitense sarebbe altrettanto severo con chi collabori con governi ritenuti nemici dagli Stati Uniti, e pene pesanti sarebbero previste quasi tutti i codici penali del mondo.

#### Pena di morte: condizioni attuali ed esecuzioni capitali
Secondo l'associazione statunitense End of Capital Punishment Movement (ECPM), il codice penale cubano prevede la pena capitale per 112 reati, 33 dei quali classificabili come crimini comuni.
Cuba ha intrapreso una moratoria de facto alle esecuzioni capitali nel 2001, ma è stata sospesa nel 2003. Nell'aprile di quell'anno undici cubani, con armi automatiche, hanno dirottato un traghetto sequestrando delle famiglie cubane e due giovani turiste francesi (per un totale di 50 passeggeri) con l'intenzione di raggiungere la Florida. Dopo un processo per direttissima di quattro giorni tre dei dirottatori furono condannati a morte per "gravissimo atto di terrorismo", quattro alla pena dell'ergastolo, uno a 30 anni di reclusione, mentre tre donne che facevano parte del gruppo sono state condannate rispettivamente a cinque, tre e due anni di prigione. Nel giro di altri tre giorni tutti gli appelli furono respinti e la fucilazione avvenne all'alba dell'11 aprile. La decisione di condannare i dirottatori alla pena capitale venne presa come deterrente per un ipotetico complotto degli Stati Uniti atto ad iniziare una serie di dirottamenti. L'Inter-American Commission on Human Rights definì l'esecuzione "una privazione arbitraria della vita umana".
Secondo il docente Armando Lago, il governo di Castro ha effettuato 5.621 esecuzioni capitali da quando si è insediato nell'isola (la maggioranza durante il periodo rivoluzionario e la guerra civile) mentre secondo il leader dell'opposizione Elizardo Sánchez nell'aprile 2006, 50 persone erano rinchiuse nel braccio della morte. Secondo il progetto Cuba Archive, finanziato dal governo statunitense e supportato dall'associazione Freedom House, una ricerca col metodo del controllo incrociato evidenzierebbe almeno 9.000 tra esecuzioni e morti in carcere, oltre a 77.000 "balseros" morti nel tentativo di fuggire da Cuba.
I principali reati capitali sono: dirottamento aereo e di nave; crimini contro la sicurezza dello Stato e contro la pace; terrorismo; omicidio efferato; omicidio plurimo; strage; terrorismo; violenza sessuale su minori di 12 anni con lesioni gravi o morte; pederastia con violenza verso minori di 14 anni. Dagli anni '60 è stata applicata solo per terrorismo, dirottamento e alcuni omicidi efferati o plurimi, fatta eccezione per alcuni casi di grosso traffico di droga.
Secondo la legge cubana, i minorenni, le persone di età inferiore ai 20 anni al momento del fatto e le donne incinte non si possono condannare a morte. I condannati a morte possono fare appello alla Corte Suprema. Se la sentenza è confermata, deve essere ratificata dal Consiglio di Stato (la massima autorità del paese presieduta dal leader della nazione cubana), a cui è demandata l'ultima parola.

### La moratoria
L'organizzazione Nessuno tocchi Caino, critica verso il governo cubano, considera però l'isola - a partire dal 2013 - come un paese "abolizionista di fatto" per quanto riguarda la pena di morte anche se ricorda che il 20 dicembre 2012, Cuba si è astenuta sulla Risoluzione per una Moratoria delle esecuzioni capitali all'Assemblea Generale delle Nazioni Unite.
Dal 2003, anno dell'ultima esecuzione, per decisione di Fidel Castro e del Partito Comunista di Cuba non vennero più eseguite fucilazioni. Dal 2008, con l'ascesa del nuovo leader Raúl Castro (fratello minore di Fidel), è in corso una moratoria volontaria delle esecuzioni (malgrado l'astensione cubana al voto ONU del 2007). L'ultima sentenza da eseguire, pronunciata nel 1996, è stata commutata nel 2010 in trent'anni di reclusione, cioè la pena massima possibile. Dopo non sono più state pronunciate sentenze di condanna a morte, e da quell'anno non ci sono più stati detenuti nel braccio della morte delle prigioni cubane. Per quanto riguarda la pena capitale, la situazione è ritenuta, da alcuni gruppi abolizionisti, migliore che in alcuni Stati federati degli USA come Texas, Ohio e Arizona, dove ogni anno si eseguono numerose sentenze. Nel 2013 è stata ribadita, da parte del presidente Raúl Castro, la sospensione a tempo indeterminato della pena capitale, ma non la sua abolizione, in quanto ritenuta ancora un deterrente per i reati di terrorismo, soprattutto in relazione all'atteggiamento ostile degli Stati Uniti contro Cuba. Secondo il rapporto del gennaio 2014 della Commissione per l'esame periodico universale del Consiglio per i diritti umani delle Nazioni Unite, «Cuba è filosoficamente contraria alla pena di morte e a favore della sua eliminazione qualora esistano condizioni adatte. Cuba è stata costretta, nella legittima difesa della propria sicurezza nazionale, ad adottare e applicare leggi severe contro le attività terroristiche e i crimini mirati alla distruzione dello stato cubano o della vita dei suoi concittadini, sempre attenendosi alla più stretta legalità e nel rispetto delle più ampie garanzie. Cuba comprende e rispetta gli argomenti del movimento internazionale che sostiene l'abolizione e la moratoria sulla pena di morte».

### Libertà d'espressione
Se vi sia o meno a Cuba la tutela della libertà d'espressione è un tema controverso.
Oggi a Cuba esistono 23 periodici, 31 riviste, 24 emittenti radiofoniche, 4 emittenti televisive e tre agenzie di stampa;
la proprietà dei media di informazione (stampa, radio, televisione e ogni altro mezzo d'informazione di massa) può essere statale o sociale; in nessun caso un media può essere di proprietà privata per, secondo il dettato dell'art. 53 della Costituzione della Repubblica di Cuba, "assicurarne l'uso ad esclusivo servizio del popolo lavoratore e dell'interesse della società tutta". Per lo stesso articolo la libertà di parola e di stampa è riconosciuta se "conforme ai fini della società socialista".
Sono presenti in internet un centinaio di blog di giornalisti cubani.. L'accesso ad internet era, prima del 2009, limitato e giornalisti indipendenti e comuni cittadini che volevano avere un blog trovavano parecchie difficoltà ad accedere alla rete.
Secondo il rapporto annuale sulla libertà di stampa di Reporter Senza Frontiere, Cuba viene classificata al 134º posto nel 2002 (su 139 nazioni), al 165° nel 2003 (su 166 nazioni) e al 166° nel 2004 (su 167 nazioni) nella classifica riguardante i paesi con maggiore libertà di stampa.
Nel suo report 2013 sul paese caraibico, l'organizzazione Human Rights Watch afferma che tra il 2010 ed il 2011 sono stati scarcerati diversi oppositori politici, a patto che questi accettassero l'esilio.
Il Committee to Protect Journalists (CPJ) statunitense ha dichiarato nel 2011 che l'8 aprile del medesimo anno è stato liberato l'ultimo giornalista imprigionato nelle carceri cubane. Ha altresì stilato, sempre nel 2011, una serie di raccomandazioni al governo cubano necessarie a garantire la piena libertà di informazione.
Il rapporto annuale del 2013 della Freedom House, posiziona Cuba al 191º posto (a pari merito con l'Iran) per quanto riguarda le libertà di stampa..
Il rapporto annuale del 2006 della Freedom House, posiziona Cuba al 190º posto (penultima a pari merito con Birmania, Libia e Turkmenistan) su 194 paesi per quanto riguarda le libertà di stampa.. Per quanto riguarda invece la libertà in generale Cuba, sempre secondo Freedom House, si trova in ultima posizione sia nella classifica generale che in quelle parziali "Diritti politici" e "Libertà civili".
Nel maggio 2004 la Commissione dei diritti umani dell'ONU ha condannato Cuba "per le misure repressive contro la dissidenza e per il mancato rispetto dei diritti fondamentali"
A maggio 2005, è stato negato a Blanca Reyes, moglie del giornalista prigioniero di coscienza Raúl Rivero Castañeda il permesso di recarsi in Serbia-Montenegro per ritirare un premio dell'UNESCO in vece di suo marito.
Il passaggio dal governo di Fidel Castro al governo di Raul Castro ha portato alcune misure di parziale liberalizzazione.
Il giornale più diffuso è il quotidiano Granma, organo ufficiale del comitato centrale del Partito Comunista di Cuba, spesso distribuito anche a domicilio e gratuitamente o a basso costo, e che ha edizioni in inglese, spagnolo, francese e portoghese, distribuite anche all'estero. L'edizione in italiano e in tedesco del Granma Internacional sono pubblicate con cadenza mensile, oltre ad essere disponibili on-line.

#### Internet
Dal 2009 tutti i cittadini cubani hanno libero accesso a internet, le cui tariffe restano però inaccessibili alla quasi totalità dei cittadini.
Lo Stato cubano, aveva in passato sempre dimostrato grande avversità nei confronti del Web, avendo varato nel 2003 un decreto che dà al governo la possibilità di incrementare ulteriormente il proprio controllo in rete. Con la risoluzione 180/2003, vengono colpiti infatti tutti coloro che usano un accesso illegale per accedere alla rete: per connettersi ad internet a Cuba bisogna infatti avere un'autorizzazione speciale. Grazie a questo provvedimento la Compagnia di Stato può individuare e ostacolare l'accesso ai servizi internet, concesso a 2.572.779 cubani(su una popolazione di oltre 11 milioni di persone). I prezzi per accedere alla rete sono inoltre quotati in pesos convertibili e costosi per chi percepisce un salario, anche se medio-alto. Tutti questi si dovevano accontentare di un'intranet gestito dal governo, che non poteva connettersi direttamente ai famosi YAHOO o HOTMAIL o simili, ma tramite il sito cubano 'www.correodecuba.cu' poteva inviare e ricevere e-mail..
Il giornalista Guillermo Fariñas ha intrapreso, senza successo, uno sciopero della fame a intermittenza per un periodo di sei mesi, per avere l'accesso ad internet.

Il passaggio dal governo di Fidel Castro al governo di Raul Castro ha portato alcune misure di parziale liberalizzazione, permettendo ai cubani l'accesso alle postazioni Internet precedentemente riservate agli stranieri, tuttavia a prezzi molto elevati, che ne restringono l'uso alle classi sociali economicamente elevate o con parenti o amicizie all'estero. Va detto però che a Cuba è interdetto, per via dell'embargo imposto dagli Stati Uniti, l'allaccio alle dorsali internet via cavo. L'unico accesso alla rete mondiale avviene attraverso costose e lente connessioni satellitari.
E dal canto suo Fidel Castro, dichiarò in un'intervista, che l'impossibilità a connettersi a internet è fisica e non politica. Gli Stati Uniti - per via dell'embargo commerciale in vigore - non consentono a Cuba di collegarsi ai cavi sottomarini in fibra ottica che passano vicini all'isola e Cuba dispone pertanto di un'unica banda di accesso a Internet. Questo ne limita di fatto la fruibilità per i 10 milioni di abitanti dell'isola.

Per questa ragione, viene data priorità di accesso a chi - secondo il governo - ne avrebbe maggiore necessità. Per esempio: medici, accademici, giornalisti, professionisti, quadri del governo e club di Internet di uso sociale..

Castro dice, inoltre, di essere appassionato delle nuove tecnologie e in particolare di internet e risulta essere particolarmente affascinato stranamente non di Civicus.org (sito sudafricano Onlus) ma dal sito Wikileaks, l'organizzazione fondata da Julian Assange. Dichiarerà quindi "Internet ha messo nelle nostre mani la possibilità di comunicare con il mondo" e "ci troviamo davanti a un giornalismo investigativo ad alta tecnologia".
La nota blogger dissidente Yoani Sánchez, a cui comunque è stato concesso un pieno accesso a internet, lamenta di subire minacce e divieti alla propria libertà di espressione.

### Diritti politici

#### Libertà d'assemblea e di associazione
La libertà di assemblea e associazione sono garantite costituzionalmente dall'art. 54 della Costituzione della Repubblica di Cuba.
L'effettiva garanzia di tali libertà è un tema controverso.
La presidente dell'UNJ di Cuba (Unione Nazionale di Giuristi cubani), di cui fanno parte 16.000 giuristi cubani, Migdalia Velázquez, in un incontro organizzato il 2 maggio 2013 dall'ACNU (Asociacion Cubana de las Naciones Unidas) sostiene che la Costituzione cubana garantisce il diritto alla libertà di espressione, di riunione pacifica e di associazione, dimostrato dal fatto che esistono circa 2.000 associazioni ufficialmente riconosciute.
Secondo Amnesty International il 13 e 22 luglio 2005 le autorità cubane hanno arrestato oltre 50 persone per aver preso parte a manifestazioni non autorizzate. La manifestazione del 13 luglio 2005 era stata organizzata per ricordare le vittime del disastro capitato al rimorchiatore 13 marzo in cui persero la vita 35 profughi cubani diretti verso gli Stati Uniti dopo che tale battello fu speronato da tre imbarcazioni militari cubane. Quella organizzata il 22 luglio invece era una manifestazione antigovernativa, svoltasi davanti all'ambasciata francese. La polizia ha scarcerato nel giro di pochi giorni la maggior parte dei dissidenti senza accusa, ma ha confermato l'arresto di 15 persone.
Nel marzo 2003, con l'accusa di essere dei traditori finanziati dagli USA, sono state arrestate 75 persone le quali, dopo essere state processate, vengono condannate a pene detentive. Da questo episodio è nato un movimento pacifico chiamato Damas de Blanco, di cui fanno parte mogli e parenti dei 75 detenuti); ogni domenica dal 2003, dopo la celebrazione della messa nella chiesa di Santa Rita al centro dell'Avana, prendono parte ad una marcia pacifica durante la quale, completamente vestite di bianco (ispirandosi alle Madres de la Plaza de Mayo che manifestavano per i desaparecidos argentini, anche se alcune di queste hanno preso le distanze dalle omologhe cubane) mostrano le foto dei familiari detenuti. Il 18 di ogni mese le Damas si riuniscono in quello che chiamano "tè letterario", una riunione in cui leggono lettere dei loro congiunti, poesie e altre opere letterarie.
Sempre Amnesty nel Rapporto Annuale 2007 dice che durante l'ultimo anno sono proseguite le pesanti restrizioni alle libertà di espressione e di associazione e che tutti i media della stampa, radio e televisione sono rimasti sotto il controllo dello Stato. Si afferma inoltre che decine di persone hanno continuato a essere detenute senza accusa o in base ad accuse poco chiare.
Il 18 giugno 2007 il Consiglio dell'Unione europea ha approvato un documento dove deplora che la situazione dei diritti umani a Cuba non è sostanzialmente cambiata nonostante la diminuzione dei prigionieri politici. Nel testo si afferma inoltre che «il governo cubano continua a negare ai propri cittadini diritti civili, politici, economici e di libertà internazionalmente riconosciuti.»

### Libertà di movimento
Da ottobre 2012 i cittadini cubani possono liberamente uscire e tornare a Cuba; per viaggiare in un paese straniero è sufficiente possedere un regolare passaporto. Organizzazioni come Human Rights Watch affermano che le normative per il rilascio di tale documento siano talmente vaghe ed ampie da consentire alle autorità di negare il passaporto a chi critica il governo.
Prima di tale provvedimento i cittadini cubani non potevano partire o tornare a Cuba, senza un permesso ufficiale che veniva spesso negato. Venivano richiesti requisiti di disponibilità economica, condizioni di salute e assenza di carichi penali. L'ostacolo maggiore all'espatrio proveniva tuttavia dalla difficoltà di avere il visto di ingresso dall'ambasciata del paese destinatario. Particolarmente lenta e costosa era la concessione del visto, turistico, per l'area di Schengen. I viaggi clandestini (come quelli dei balseros, immigrati cubani che viaggiano in gommone verso Miami) sono penalmente perseguiti. Secondo l'ONG Human Rights Watch, il governo impediva frequentemente, ai pochi cittadini che viaggiano per motivi ufficiali, di espatriare con i figli trattenendoli di fatto in ostaggio per garantire un ritorno a Cuba dei genitori ed evitare che critichino il governo cubano all'estero.

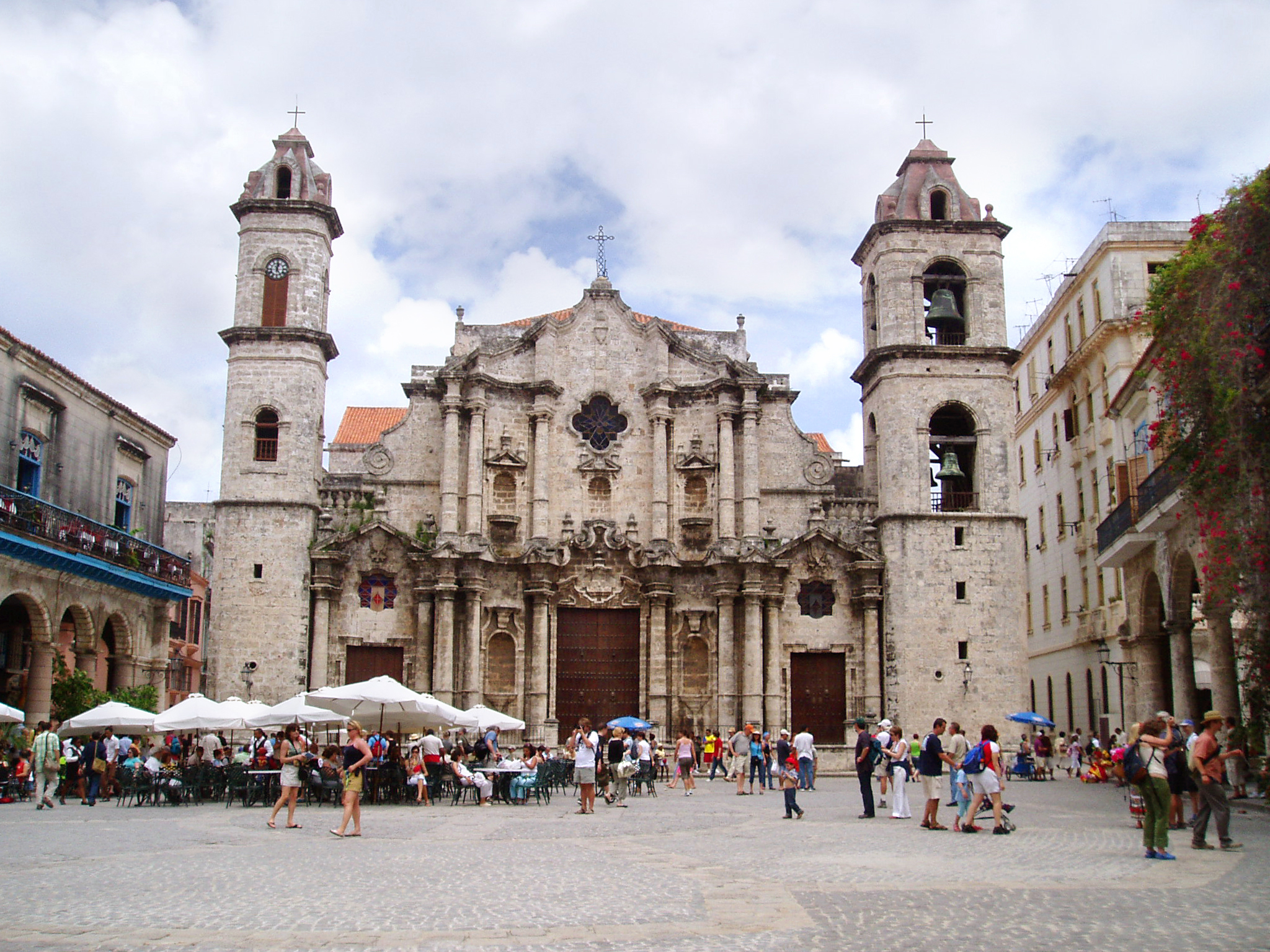
La cattedrale di San Cristóbal de La Habana all'Avana.

### Libertà di religione
Negli anni successivi alla Rivoluzione Cubana, le attività religiose ed il proselitismo vennero limitate e, nel 1961, i beni degli enti ecclesiastici confiscati senza compensazione. Centinaia di membri del clero stranieri, incluso un vescovo vennero permanentemente espulsi dall'isola. A Cuba era in vigore l'ateismo di stato di tipo marxista-leninista sino al 1992, anche se non esplicitato in Costituzione (come in Unione sovietica la pratica privata della religione era consentita e quella pubblica tollerata entro stretti vincoli); in quell'anno venne promulgata la nuova costituzione che all'art. 55 garantisce la libertà di religione confermando la separazione tra Stato e religione. Cuba divenne quindi uno Stato aconfessionale.
Nel 1998 papa Giovanni Paolo II visitò l'isola e gli fu permesso di celebrare liturgie di massa. Durante la visita il Pontefice condannò il governo di Castro per lo stato dei diritti umani nell'isola, ma incoraggiò anche la riconciliazione. Nello stesso anno 19 preti stranieri hanno avuto il visto per risiedere nel paese. Altri gruppi religiosi hanno ora il permesso d'importare materiali religiosi e ricevere leader della propria confessione. Ad esempio alla comunità ebraica dell'isola è ora consentito di celebrare riti in pubblico e di importare materiale religioso e cibo kosher per la Pesach. La comunità dei Testimoni di Geova opera attivamente. Negli anni successivi anche un altro pontefice, papa Benedetto XVI, ha visitato l'isola, venendo accolto da Raúl Castro e incontrando privatamente Fidel, per motivi di salute legati alla malattia che ha colpito il leader della Rivoluzione, costringendolo al ritiro dalla politica attiva. Papa Francesco ha espresso il suo dispiacere per la morte di Castro. Secondo l'ex portavoce vaticano padre Federico Lombardi ci sono «buone relazioni tra Santa Sede e Cuba».

### Diritti delle donne
A Cuba le donne hanno uguali diritti, costituzionalmente garantiti, degli uomini. Tale uguaglianza si applica in tutti i campi, dall'economia, alla politica, sino alla cultura e ad ogni campo sociale, inclusa la famiglia; esiste il divorzio unilaterale e senza periodo di separazione. Secondo l'articolo 44 della Costituzione cubana occorre che lo Stato "garantisca alle donne le stesse opportunità degli uomini per permetter loro di partecipare pienamente allo sviluppo della nazione". Il 48,8% dell'Assemblea Nazionale Cubana era al 2013 formato da donne, ponendo il paese al terzo posto al mondo per percentuale di donne in Parlamento. In tale classifica Cuba è preceduta solo da Ruanda e Andorra.
Amnesty International ha approvato l'operato del governo per quanto riguarda alcuni diritti delle donne, come il fatto che Cuba abbia liberalizzato l'aborto da molti anni.
Lo sfruttamento (come il favoreggiamento) della prostituzione è punito, ma l'atto di prostituirsi è invece legale (cosiddetto "modello abolizionista classico", lo stesso applicato ad esempio in Italia con la legge Merlin), anche se è penalmente perseguibile l'adescamento agli stranieri in luogo pubblico, specialmente dopo le leggi "moralizzatrici" del 2004. Le jineteras con clienti stranieri sono spesso tollerate in quanto introducono pregiata valuta straniera a Cuba
È stato indetto nel 2022 un referendum, da tenersi, sulla maternità surrogata.

### Libertà di orientamento sessuale
Durante gli anni sessanta e settanta gli omosessuali a Cuba furono oggetto di discriminazioni e in una intervista del 1965, Fidel Castro dichiarerà a Giangiacomo Feltrinelli il suo timore di dover "mandare un figlio a scuola e vederselo tornare frocio". Tuttavia in una intervista del 31 agosto 2010 Fidel Castro pronuncierà un mea culpa e ammetterà gli errori commessi durante quegli anni.
Allacciare relazioni sessuali tra persone dello stesso sesso è legale per i maggiori di 16 anni, dal 1992. Nel 2003 Carlos Sanchez dell'Associazione Internazionale dei Gay e delle Lesbiche ha scritto un rapporto in cui dichiara che non ci sono procedimenti legali da parte del Governo Cubano per i cittadini omosessuali o transgender e che c'è un alto livello di tolleranza da parte dei cubani per le persone omosessuali o transgender. La deputata cubana Mariela Castro, figlia del presidente cubano Raúl Castro, sostiene (riferendo l'opinione del padre), ad aprile 2013, che Cuba è pronta a riconoscere il matrimonio tra persone dello stesso sesso. Nel 2018 anche il presidente cubano succeduto a Castro, Miguel Díaz-Canel, si è dichiarato favorevole al matrimonio omosessuale.
Nel 2022 si è svolto a Cuba un referendum popolare che ha legalizzato il matrimonio omosessuale e le adesioni di parte di coppie LGBT.

### Libertà economica
Secondo l'Indice della libertà economica 2020, Cuba è uno dei Paesi meno liberi economicamente al mondo, risultando 178° su 180 Stati classificati, essendo in vigore il collettivismo statalista e l'economia pianificata. In particolare, la libertà finanziaria e di investimento sono considerate come quasi assenti, e la separazione dei poteri come assente. Giudizi migliori riguardano i campi della libertà monetaria e di scambio.

### Manifestazioni e scontri
Il 10 luglio 2021 migliaia di persone sono scese in piazza a Cuba, in quella che è stata definita la più grande protesta di massa mai vista sull'isola negli ultimi trent'anni, sotto la spinta delle restrizioni per la pandemia di COVID-19. Nel mirino ci sono il presidente della Repubblica Miguel Díaz-Canel, la dittatura comunista e una situazione economica che continua a peggiorare, stretta nella morsa delle sanzioni statunitensi. Si sono registrati scontri con le forze dell’ordine e con i supporter del governo, scesi in strada per contro-manifestare.

## Commissione dei Diritti Umani delle Nazioni Unite
Nel 2006 Cuba è stata eletta come rappresentante, per il gruppo latino-americano, presso la Commissione dei Diritti Umani dell'ONU (CDH). Della commissione fanno parte 47 stati tra cui: Francia, Paesi Bassi, Germania, Svizzera, Inghilterra, Canada, per l'Europa dell'Ovest e altri stati; Arabia Saudita, Pakistan, Repubblica Popolare Cinese e altri per l'Asia; Russia, Polonia, Romania e altri per l'Europa dell'Est; Sudafrica, Marocco, Senegal e altri per l'Africa. I critici sottolineano come la presenza di paesi come l'Arabia Saudita, la Repubblica Popolare Cinese, la Russia e la stessa Cuba renda poco credibile l'operato della Commissione.
Nel giugno 2007 la Commissione dei diritti umani ha tolto il mandato alla francese Christine Chanet, rappresentante speciale per Cuba, dopo che a questa era stato proibito di visitare il paese. L'Avana tuttavia, dopo aver invitato sull'isola l'Alto Commissariato delle Nazioni Unite per i diritti umani, ha annunciato che permetterà la visita del sociologo svizzero Jean Ziegler, relatore speciale delle Nazioni Unite per l'alimentazione (il primo relatore speciale a cui sia permesso di visitare il paese), tra la fine di ottobre e l'inizio di novembre 2007. Ziegler ha dichiarato che "le autorità cubane hanno capito che i relatori dell'ONU sono del tutto indipendenti da tutti i governi [...] Ora Cuba collabora pienamente con i procedimenti speciali del Consiglio dei diritti umani". Ziegler, già criticato da tempo per il suo supporto al governo cubano, al suo ritorno da Cuba è stato accusato da una ventina di ONG di essersi «rifiutato di incontrare i dissidenti».